# Lennebrücke Siesel

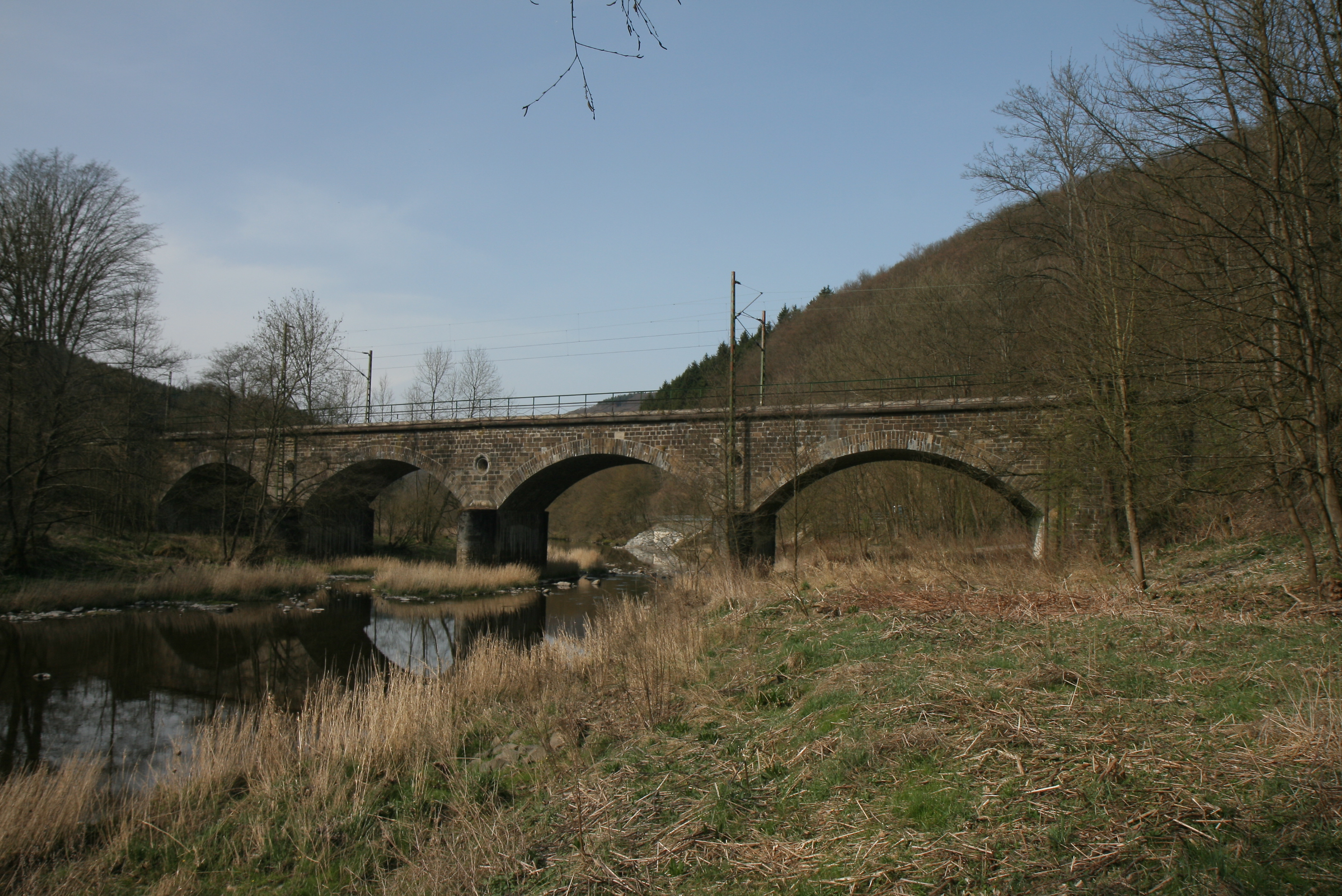
Lennebrücke Siesel

Die Lennebrücke Siesel ist eine als Kulturdenkmal geschützte Eisenbahnbrücke der zweigleisigen  Ruhr-Sieg-Strecke über den Fluss Lenne in der nordrhein-westfälischen Stadt Plettenberg, Ortsteil Siesel.
Die Bogenbrücke besteht aus vier Segmentbögen und wurde aus Quadermauerwerk errichtet. Die Bögen sind in der Stilrichtung des Neurenaissance gestaltet.